# The Mummy Demastered
Мумия Demastered — видео игра в жанре метроидвания, выпущенная 24 октября 2017 года. За основу сюжета взят фильм Мумия (2017). Игровые события пересекаются с повествованием фильма: солдаты под командованием доктора Генри Джекилла должны сразиться с злыми силами принцессы Амаунет.

## Игровой процесс
The Mummy Demastered выполнена в жанре метроидвания. Игрокам предстоит исследовать большую единую карту, некоторые части которой к началу игры будут недоступны ввиду отсутствия у персонажа некоторых необходимых предметов или способностей.
За основу игры взят немного измененный геймплей серии игр Metroid (в отличие от игр серии Castlevania, в игре отсутствуют какая либо валюта и магазины; Точки сохранения не восстанавливают здоровье; Лечиться и восполнять боезапас можно убивая врагов и собирая выпадающие с них аптечки и патроны).
Игрок управляет одним из многочисленных агентов корпорации «Продиджиум», созданной для борьбы со сверхъестественным. По рации агент получает от командования инструкции по дальнейшему продвижению, а также координаты текущих целей. Автосохранений или чекпоинтов в игре нет. Вместо них используются точки сохранения, находящиеся в определенных местах по всей карте. Точка сохранения представляет собой компьютер с инструментами связи, в который солдат заносит все данные о своем продвижении. В случае гибели агента, он тут же восстает в виде зомби, а игра продолжается с места последнего сохранения, но уже за нового агента, который прибывает на место предыдущего, узнает из компьютера всю необходимую информацию и продолжает его миссию. Зомбированного агента необходимо будет найти и убить, чтобы забрать собранное им оружие и предметы.
Стандартное оружие агента представляет собой штурмовую винтовку, наносящую не большое количество урона, но имеющую бесконечный боезапас. По мере продвижения игрок сможет находить новые виды вооружения, такие как Пулемет, Огнемет, Гранатомет, и т. п. Все найденное оружие наносит гораздо более высокий урон в сравнении со стандартной винтовкой агента, но требует наличия определенного вида боеприпасов. Агента можно снарядить не более, чем двумя дополнительными видами вооружения (стандартная винтовка + 2 доп. вида оружия). Все остальное вооружение будет храниться в специальных оружейных ящиках, которые так же, как и точки сохранения, будут размещены в определенных местах по всей карте. В этих же ящиках игрок может пополнять свой боезапас.
Также по мере продвижения игроку станут доступны различные взрывные боеприпасы (прим. Осколочные, Зажигательные гранаты, взрывчатка C4, ..), с помощью которых можно расчищать заваленные/заколоченные двери/пути, а также наносить большой урон врагам.
В ходе исследований игрок сможет находить различные реликвии/артефакты (свитки), которые будут давать агенту новые способности, такие как умение ходить по потолку, увеличение высоты прыжка, скорости бега и т. п. Нахождение и использование этих реликвий позволит игроку попасть в зоны, недоступные ранее.

## Оценки
| Сводный рейтинг | Сводный рейтинг                                |
| Агрегатор       | Оценка                                         |
| --------------- | ---------------------------------------------- |
| Metacritic      | PC: 78/100 PS4: 75/100 XONE: 73/100 NS: 75/100 |

 Игра была воспринята положительно, критики высоко оценили пиксельную графику и проффесионализм в жанре metroidvania.